# Region Zlínsko
Region Zlínsko "v likvidaci" je svazek obcí v okresu Zlín, jeho sídlem je Zlín a jeho cílem je koordinace činnosti při významných rozvojových a investičních akcích, usilování o hospodářský, kulturní a turistický rozvoj zájmové oblasti. Sdružuje celkem 16 obcí a byl založen v roce 2005.

## Obce sdružené v mikroregionu
- Držková
- Fryšták
- Lukov
- Lukoveček
- Spytihněv
- Trnava
- Vizovice
- Vlčková
- Zlín
- Luhačovice
- Zádveřice-Raková
- Všemina
- Lípa
- Kašava
- Březnice
- Slušovice